# 1-511
1-511 — типовая серия кирпичных жилых домов в СССР («хрущёвка»), разработана в конце 1950-х годов. Дома — многосекционные, состоят из рядовых и торцевых секций, обычно из 3—4 или 6—8 подъездов. В последнем случае обычно имеем дело с 2 физическими корпусами, пристыкованными торцами в стык друг другу. Этажность — 5 этажей (существуют дома с меньшим числом этажей). «1» в названии серии обозначает тип несущих стен, в данном случае продольные.
Строилась в основном в Москве и немного в Московской области. Похожие дома в других городах, например, в Санкт-Петербурге, имеют другую маркировку серии.
Стены: наружные — кирпичные (обычно белый силикатный кирпич), некоторые — из кирпичных блоков, внутренние — гипсобетонные, толщиной 270 мм, перегородки гипсобетонные, толщина — 80 мм; перекрытия — железобетонные плиты толщиной 220 мм. Крыша в основном четырёхскатная шиферная или железная. Высота потолков 2,48 м. В ранних версиях 2,70 м.
Летние помещения — Во всех квартирах со 2 по 5 этажи имеются балконы. В отдельных редких случаях (около 10 домов в Москве) в торцевых секциях вместо балконов устраивались лоджии, в том числе на 1 этаже (Погонный проезд д.3,6 и 8).
Санузел — совмещённый или раздельный. Ванны полноценные лежачего типа длиной 150 см (что отличает в лучшую сторону от серии II-18 с ваннами т. н. «сидячего» типа).
Отопление — центральное водяное, холодное водоснабжение — централизованное, горячее водоснабжение — централизованное или локальное (газовые колонки). Вентиляция — естественная на кухне и в санузле.
Лифт — в большинстве домов отсутствует. В домах центральной части Москвы лифты включались в проект дома и монтировались т. н. «внешним исполнением» (расположение лифтовой шахты на внешней стене).
В некоторых домах имеется мусоропровод.
В доме расположены 1, 2, 3-комнатные квартиры (по 4 на лестничной площадке). Общие площади составляют:
- 1-комнатная — 28—31 м²;
- 2-комнатная — 40—42 м²;
- 3-комнатная — 56—57 м².
- Есть также малосемейная версия данной серии со сплошными однокомнатными квартирами и совсем маленькой кухней. Причём в доме стандартных размеров умещается сразу 130 квартир.

### Типовые проекты
Дома серии 1-511 строились по следующим типовым проектам:
I поколение:
- 1-511-3/(М, Ю)25БИ: пятиэтажный трёхсекционный жилой дом меридионального или широтного исполнения на 60 квартир (в исходном проекте);
- 1-511-4/(М, Ю)25БИ: пятиэтажный четырёхсекционный жилой дом меридионального или широтного исполнения на 80 квартир (в исходном проекте);
- 1-511-5/(М, Ю)25БИ: пятиэтажный пятисекционный жилой дом меридионального или широтного исполнения на 100 квартир (в исходном проекте).

II поколение:
- 1-511-3/М37 (/38): пятиэтажный трёхсекционный жилой дом улучшенной планировки меридионального исполнения на 60 квартир в исходном проекте;
- 1-511-3/Ю37 (/38): пятиэтажный трёхсекционный жилой дом улучшенной планировки широтного исполнения на 60 квартир в исходном проекте;
- 1-511-4/М37 (/38): пятиэтажный четырёхсекционный жилой дом улучшенной планировки меридионального исполнения на 80 квартир в исходном проекте;
- 1-511-4/Ю37 (/38): пятиэтажный четырёхсекционный жилой дом улучшенной планировки широтного исполнения на 80 квартир в исходном проекте;
- 1-511-5/М37 (/38): пятиэтажный пятисекционный жилой дом улучшенной планировки меридионального исполнения на 100 квартир в исходном проекте;
- 1-511-5/Ю37 (/38): пятиэтажный пятисекционный жилой дом улучшенной планировки широтного исполнения на 100 квартир в исходном проекте.

Существует также проекты 1-511-14 с симметричным фасадом и нежилыми помещениями на первом этаже для предприятий торговли, службы быта и других.
Также существуют проекты серии 1-511 с коммунальными квартирами в торцах на последнем этаже. У таких домов в торце между окнами на пятом этаже находится ещё одно дополнительное окно.
Внешние и конструктивные отличия в проектах первого и второго поколения такие же, как и у домов серии 1-515/5.